# Michel Ngue-Awane
Michel Ngue-Awane est un auteur-compositeur-interprète, écrivain camerounais et consultant dans le domaine de la transformation des services publiques et de la mise en service britannique-camerounais. Il est connu pour ses productions musicales fusionnant traditions africaines et influences modernes, ainsi que pour ses essais sur l'identité postcoloniale et la libération mentale des peuples africains.

## Biographie
Né à Douala, Michel Ngue-Awane grandit dans une famille imprégnée de culture traditionnelle et s’intéresse très tôt à la musique et à la littérature africaine.
Il poursuit un parcours académique pluridisciplinaire au Royaume-Uni : il obtient un diplôme en philosophie, un MBA en administration des affaires, une maîtrise en informatique, et un doctorat en travail social et psychodynamique.
Il travaille par la suite dans l’administration britannique, notamment dans les services sociaux, et devient Jeune Conseiller au Programme des Nations unies pour l'environnement (PNUE), avec lequel il parcourt plus de 25 pays africains pour des campagnes de sensibilisation à l’environnement.
Il est également entrepreneur et fondateur de la marque de condiments africains Pep Chilli Sauce, distribuée au Royaume-Uni et en France.

## Carrière musicale
Michel Ngue-Awane débute officiellement sa carrière musicale en 2021 avec l’album Kacti Kacti, acclamé pour sa fusion d’afro-pop, de gospel et de rythmes camerounais traditionnels.
Il sort ensuite plusieurs singles, dont :
- Yeke
- Pipo
- Ma’a Mengang
- Merci Seigneur

En 2023, il publie l’album Le Bien, œuvre à forte connotation spirituelle et panafricaine.

## Œuvres littéraires
Parallèlement à sa carrière musicale, Ngue-Awane publie deux ouvrages influents :
- Above the Colonial Subconscious, Africa Moves (2015)[5].
- Poor Land or Poor Minds: Africa Respond (2020)[6].

## Distinctions
- Prix de la Musique de la Diaspora Africaine (2023), décerné par la Eastern Community pour son œuvre artistique et littéraire[7].
- Lauréat du Millennium Award (Royaume-Uni)
- Lauréat du prix communautaire UNLTD pour les initiatives sociales dans la diaspora[4].

## Engagement social
Ngue-Awane milite pour l’autonomisation des communautés africaines à travers l’art, la culture et l’entrepreneuriat. Il mène des actions auprès des jeunes immigrés africains au Royaume-Uni, notamment via des ateliers artistiques, sociaux et éducatifs.

## Thèmes et style
Son œuvre musicale est caractérisée par une fusion de gospel, makossa, afrobeat et musiques traditionnelles camerounaises. Il aborde des thèmes tels que la spiritualité, la mémoire, la diaspora et la fierté africaine.
Ses écrits adoptent une approche critique de la dépendance culturelle postcoloniale et proposent des pistes de libération à travers l’éducation, la foi et la conscience historique.